# Petra Ujhelyi
Petra Ujhelyi (ur. 17 grudnia 1980 w Nagykőrös) – węgierska koszykarka grająca na pozycji centra(C). Reprezentantka kraju. Obecnie zawodniczka Wisly Can-Pack Kraków. W sezonie 2010/2011 grała w Bracco Geas Sesto San Giovanni.